# Finale des Europapokals der Landesmeister 1960
Das Finale des Europapokals der Landesmeister 1960 war das Endspiel des in der Saison 1959/60 zum 5. Mal ausgetragenen Europapokal der Landesmeister im Herrenfußball. Real Madrid schlug dabei im Hampden Park in Glasgow (Schottland) Eintracht Frankfurt mit 7:3. Real Madrid hatte damit weiterhin alle Austragungen des Europapokals der Landesmeister gewonnen. Das Spiel wird von vielen als eines der besten je ausgetragenen Fußballspiele gesehen.
135.000 Menschen sahen das Spiel im Stadion. Das ist bis heute Rekord für ein Europapokalspiel.

## Der Weg ins Finale
Real Madrid war als Gewinner des Europapokals der Landesmeister 1958/59 für den Wettbewerb qualifiziert; Eintracht Frankfurt durch den Gewinn der deutschen Fußballmeisterschaft 1958/59. Das im einfachen K.-o.-System ausgetragene Turnier bestand bis zum Finale aus einer Vorrunde sowie Achtel-, Viertel- und Halbfinale. Alle Runden bis auf das Finale wurden in Hin- und Rückspiel ausgetragen.
Real war bereits für das Achtelfinale qualifiziert, in dem der luxemburgische Meister Jeunesse Esch mit 7:0 (zuhause) und 5:2 (auswärts) besiegt wurde. Das Viertelfinalhinspiel auswärts gegen den französischen Club OGC Nizza verlor Real zwar mit 2:3, das Rückspiel wurde jedoch mit 4:0 gewonnen. Im Halbfinale kam es schließlich zum Clásico gegen den spanischen Meister FC Barcelona, der von Real in beiden Spielen mit 3:1 besiegt wurde. Somit stand Real Madrid zum 5. Mal in Folge im Finale dieses Wettbewerbs.
Die Eintracht bestritt ihr erstes Europapokalspiel ebenfalls im Achtelfinale, da der Vorrundengegner Kuopion PS (Finnland) seine Anmeldung zurückzog. Das Achtelfinalhinspiel beim Schweizer Meister Young Boys Bern gewann die Eintracht mit 4:1, das Rückspiel in Frankfurt endete 1:1. Im Viertelfinale schlug man zuhause den Wiener Sport-Club mit 2:1, im Rückspiel lag die Eintracht zunächst zurück, jedoch konnte Erwin Stein ausgleichen und die Eintracht das zum Weiterkommen reichende Unentschieden über die Zeit retten. Damit hatte zum ersten Mal eine deutsche Mannschaft das Halbfinale des Europapokals der Landesmeister erreicht. In diesem Halbfinale traf man auf die Glasgow Rangers, die klarer Favorit waren. Im Hinspiel im ausverkauften Frankfurter Waldstadion verschoss der Frankfurter Richard Kreß einen Foulelfmeter, die Eintracht ging aber in der 28. Minute durch Dieter Stinka dennoch in Führung. Die Schotten konnten jedoch noch vor der Pause ausgleichen. Nach dem Seitenwechsel zog die Eintracht durch Tore von Alfred Pfaff (53. und 56.), Dieter Lindner (74. und 85.) sowie Erwin Stein davon und gewann das Hinspiel schließlich mit 6:1. Das Rückspiel im Ibrox Park wurde mit 6:3 ebenfalls recht hoch gewonnen, dabei wurde die Eintracht auch von den Schotten mit Stehenden Ovationen gefeiert.

## Das Finale
Im Finale trafen also die Mannschaften von Eintracht Frankfurt und Real Madrid zusammen. Real galt als haushoher Favorit, die Mannschaft, deren herausragenden Stars der nach dem Ungarnaufstand nach Spanien geflohene Ferenc Puskás und Alfredo Di Stéfano waren, trat gegen (Vertrags-)Amateure an (erst 1963 wurde in Deutschland eine Profiliga eingeführt).
Zunächst war unklar, ob das Spiel überhaupt würde stattfinden können, da der DFB Spiele gegen Puskás verboten hatte, da dieser 1957 angedeutet hatte, die deutsche Nationalmannschaft sei im Finale der WM 1954 gegen Ungarn gedopt gewesen. Diese Anordnung wurde jedoch angeblich aufgrund einer Entschuldigung Puskás’ aufgehoben.
Das Spiel fand im Hampden Park in Glasgow statt. Etwa 135.000 Menschen sahen im Stadion zu, was bis heute Europapokalrekord ist. Die Eintrittspreise waren vergleichsweise hoch: Ein Ticket kostete zwischen 5 und 50 Shilling.
Die Eintracht ging in der 18. Minute durch Richard Kreß in Führung und hatte darüber hinaus in den ersten 20 Minuten mehrere weitere gute Gelegenheiten liegengelassen. In der 27. und der 30. Minute drehte Alfredo Di Stéfano mit einem Doppelpack das Spiel. Kurz vor dem Halbzeitpfiff erzielte Puskás das 3:1, womit die Vorentscheidung gefallen war. In der zweiten Halbzeit zelebrierten die Königlichen ihren „Zauberfußball“: Mit einem lupenreinen Hattrick zwischen der 56. und der 71. Minute schraubte Puskás das Ergebnis in die Höhe. Die Eintracht hatte jedoch noch nicht aufgegeben und verkürzte durch Erwin Stein in der 72. Minute auf 6:2. Di Stéfano gelang eine Minute später das 7:2, Stein traf daraufhin zum 7:3-Endstand. Nach dem Spiel, das mit sehr wenigen Unterbrechungen, Fouls und Abseitsstellungen ausgekommen war, standen die Frankfurter Spieler Spalier für die siegreichen Madrilenen.
| Real Madrid                              | Real Madrid | Eintracht Frankfurt | Eintracht Frankfurt |
| ---------------------------------------- | --- | --- | ------------------- |
| Real Madrid                              | \| Finale \| \| 18. Mai 1960 in Glasgow (Hampden Park) \| \| Ergebnis: 7:3 (3:1) \| \| Zuschauer: 135.000 \| \| Schiedsrichter: John Mowat ( Schottland) \|                                          | \| Finale \| \| 18. Mai 1960 in Glasgow (Hampden Park) \| \| Ergebnis: 7:3 (3:1) \| \| Zuschauer: 135.000 \| \| Schiedsrichter: John Mowat ( Schottland) \|                                      | Eintracht Frankfurt |
| Real Madrid                              | Rogelio Domínguez – Marquitos, José Santamaría, Pachín – José María Zárraga , José María Vidal – Canario, Luis del Sol, Alfredo Di Stéfano, Ferenc Puskás, Francisco Gento Cheftrainer: Miguel Muñoz | Egon Loy – Friedel Lutz, Hermann Höfer – Hans Weilbächer, Hans-Walter Eigenbrodt, Dieter Stinka – Richard Kreß, Dieter Lindner, Erwin Stein, Alfred Pfaff , Erich Meier Cheftrainer: Paul Oßwald | Eintracht Frankfurt |
| Real Madrid                              | 1:1 Alfredo Di Stéfano (27.) 2:1 Alfredo Di Stéfano (30.) 3:1 Ferenc Puskás (45.) 4:1 Ferenc Puskás (56., Elfmeter) 5:1 Ferenc Puskás (60.) 6:1 Ferenc Puskás (71.) 7:2 Alfredo Di Stéfano (73.)     | 0:1 Richard Kreß (18.) 6:2 Erwin Stein (72.) 7:3 Erwin Stein (75.) | Eintracht Frankfurt |
| Finale                                   | | |                     |
| 18. Mai 1960 in Glasgow (Hampden Park)   | | |                     |
| Ergebnis: 7:3 (3:1)                      | | |                     |
| Zuschauer: 135.000                       | | |                     |
| Schiedsrichter: John Mowat ( Schottland) | | |                     |

## Nach dem Spiel
Das Spiel gilt bis heute als eines der besten je ausgetragenen Fußballspiele. Der englische Nationalspieler Bobby Charlton äußerte:

„Mein erster Gedanke war, dieses Spiel ist ein Schwindel, geschnitten, ein Film, weil diese Spieler Dinge taten, die nicht möglich sind, nicht real, nicht menschlich!“

Die BBC zeigt jährlich zur Weihnachtszeit eine Aufzeichnung des Spiels. 2010 wurden die noch lebenden Eintracht-Akteure durch die UEFA nach Madrid zum Champions-League-Finale eingeladen.